# Пламмер, Аманда
Аманда Майкл Пламмер (англ. Amanda Michael Plummer; род. 23 марта 1957, Нью-Йорк, Нью-Йорк, США) — американская актриса, дочь актёров Кристофера Пламмера и Тэмми Граймс. Наиболее известный её персонаж — Лидия в фильме Терри Гиллиама «Король-рыбак» (1991). Также прославилась в фильме Квентина Тарантино «Криминальное чтиво» в роли Иоланды. Яркий текст, который она произносит в конце первой сцены, не только врезался в память зрителям, но и был включён в саундтрек к этому фильму.

## Избранная фильмография
| Год  |    | Русское название                | Оригинальное название           | Роль                         |
| ---- | -- | ------------------------------- | ------------------------------- | ---------------------------- |
| 1982 | ф  | Мир по Гарпу                    | The World According to Garp     | Эллен Джеймс                 |
| 1983 | ф  | Дэниел                          | Daniel                          | Сьюзан Айзексон              |
| 1984 | ф  | Отель «Нью-Хэмпшир»             | The Hotel New Hampshire         | мисс Мискерридж              |
| 1987 | ф  | Сделано в раю                   | Made in Heaven                  | Уайли Фокс                   |
| 1990 | ф  | Джо против вулкана              | Joe Versus the Volcano          | Дагмар                       |
| 1991 | ф  | Король-рыбак                    | The Fisher King                 | Лидия                        |
| 1992 | ф  | Беглец                          | Freejack                        | монашка                      |
| 1992 | тф | Мисс Роуз Уайт                  | Miss Rose White                 | Люсия Бёрк                   |
| 1993 | ф  | Я женился на убийце с топором   | So I Married an Axe Murderer    | Роуз Майклс                  |
| 1993 | тф | Последний свет                  | Last Light                      | Лилиан Бёрк                  |
| 1993 | ф  | Нужные вещи                     | Needful Things                  | Нетти Кобб                   |
| 1994 | ф  | Криминальное чтиво              | Pulp Fiction                    | Иоланда («Сладкая Зайчишка») |
| 1994 | ф  | Нострадамус                     | Nostradamus                     | Катерина де Медичи           |
| 1995 | ф  | Воздушный поцелуй               | Butterfly Kiss                  | Юнис                         |
| 1995 | ф  | Пророчество                     | The Prophecy                    | Рэйчел                       |
| 1996 | ф  | Шоссе                           | Freeway                         | Рамона Лутц                  |
| 1996 | тф | Право не отвечать на вопросы    | The Right To Remain Silent      | Полина Маркос                |
| 1997 | мф | Геркулес                        | Hercules                        | Клото (озвучивание)          |
| 1998 | ф  | Лос-Анджелес без карты          | L.A. Without a Map              | владелица Ред-Пула           |
| 1999 | ф  | Восемь с половиной женщин       | 8½ Women                        | Бирил                        |
| 2000 | ф  | Отель «Миллион долларов»        | The Million Dollar Hotel        | Вивьен                       |
| 2000 | ф  | 7 дней до смерти                | Seven Days to Live              | Эллен Шоу                    |
| 2002 | тф | Дети-шпионы                     | Get a Clue                      | мисс Доусон                  |
| 2002 | ф  | Кен Парк                        | Ken Perk                        | мать Клода                   |
| 2003 | ф  | Моя жизнь без меня              | My Life Without Me              | Лори                         |
| 2004 | ф  | Помощник Сатаны                 | Satan's Little Helper           | Мэррилл Хоули                |
| 2008 | ф  | Близость                        | Affinity                        | мисс Ридли                   |
| 2013 | ф  | Голодные игры: И вспыхнет пламя | The Hunger Games: Catching Fire | Вайресс                      |

## Награды и номинации
| Награда        | Год  | Категория                                                      | Название работы                     | Результат |
| -------------- | ---- | -------------------------------------------------------------- | ----------------------------------- | --------- |
| Золотой глобус | 1993 | Лучшая женская роль в мини-сериале, телесериале или телефильме | Мисс Роуз Уайт                      | Номинация |
| Эмми           | 1989 | Лучшая женская роль второго плана в драматическом телесериале  | Закон Лос-Анджелеса                 | Номинация |
| Эмми           | 1992 | Лучшая женская роль второго плана в мини-сериале или фильме    | Мисс Роуз Уайт                      | Победа    |
| Эмми           | 1996 | Лучшая приглашённая актриса в драматическом телесериале        | За гранью возможного                | Победа    |
| Эмми           | 2005 | Лучшая приглашённая актриса в драматическом телесериале        | Закон и порядок: Специальный корпус | Победа    |
| BAFTA          | 1992 | Лучшая женская роль второго плана                              | Король-рыбак                        | Номинация |
| Сатурн         | 1994 | Лучшая женская роль второго плана                              | Нужные вещи                         | Победа    |
| Тони           | 1982 | Лучшая женская роль второго плана в пьесе                      | Агнесса Божья                       | Победа    |
| Тони           | 1982 | Лучшая женская роль в пьесе                                    | Вкус мёда                           | Номинация |
| Тони           | 1987 | Лучшая женская роль в пьесе                                    | Пигмалион                           | Номинация |